# Intercontinental Le Mans Cup 2011
Navigation
Édition précédente
L'Intercontinental Le Mans Cup 2011 est la deuxième édition de cette compétition et se déroule du 19 mars au 12 novembre 2011. Elle comprend sept manches dont les 24 Heures du Mans.
L'édition suivante en 2012 prend le nom de Championnat du monde d'endurance FIA.

## Calendrier
| Manche | Course                  | Circuit               | Date         |
| ------ | ----------------------- | --------------------- | ------------ |
| 1      | 12 Heures de Sebring    | Sebring               | 19 mars      |
| 2      | 1 000 kilomètres de Spa | Spa-Francorchamps     | 7 mai        |
| 3      | 24 Heures du Mans       | Circuit des 24 Heures | 11&12 juin   |
| 4      | 6 Heures d'Imola        | Imola                 | 3 juillet    |
| 5      | 6 Heures de Silverstone | Silverstone           | 11 septembre |
| 6      | Petit Le Mans           | Road Atlanta          | 1er octobre  |
| 7      | 6 Heures de Zhuhai      | Zhuhai                | 13 novembre  |

## Résultats
Les vainqueurs du classement général de chaque manche sont inscrits en caractères gras.
| Manche | Circuit               | Équipe victorieuse LMP1                          | Équipe victorieuse LMP2                        | Équipe victorieuse GTE Pro                         | Équipe victorieuse GTE Am                       | Résultats |
| Manche | Circuit               | Pilotes victorieux LMP1                          | Pilotes victorieux LMP2                        | Pilotes victorieux GTE Pro                         | Pilotes victorieux GTE Am                       | Résultats |
| ------ | --------------------- | ------------------------------------------------ | ---------------------------------------------- | -------------------------------------------------- | ----------------------------------------------- | --------- |
| 1      | Sebring               | Team Oreca-Matmut                                | Level 5 Motorsports                            | BMW Motorsport                                     | Krohn Racing                                    | résultats |
| 1      | Sebring               | Nicolas Lapierre Loïc Duval Olivier Panis        | Scott Tucker Ryan Hunter-Reay Luis Díaz        | Andy Priaulx Dirk Müller Joey Hand                 | Tracy Krohn Niclas Jönsson Michele Rugolo       | résultats |
| 2      | Spa-Francorchamps     | Team Peugeot Total                               | TDS Racing                                     | AF Corse                                           | IMSA Performance Matmut                         | résultats |
| 2      | Spa-Francorchamps     | Anthony Davidson Alexander Wurz Marc Gené        | Mathias Beche Jody Firth Pierre Thiriet        | Gianmaria Bruni Giancarlo Fisichella               | Nicolas Armindo Raymond Narac                   | résultats |
| 3      | Circuit des 24 Heures | Audi Sport Team Joest                            | Greaves Motorsport                             | Corvette Racing                                    | Larbre Compétition                              | résultats |
| 3      | Circuit des 24 Heures | Marcel Fässler André Lotterer Benoît Tréluyer    | Karim Ojjeh Olivier Lombard Tom Kimber-Smith   | Olivier Beretta Tom Milner Jr. Antonio García      | Patrick Bornhauser Julien Canal Gabriele Gardel | résultats |
| 4      | Imola                 | Team Peugeot Total                               | Greaves Motorsport                             | AF Corse                                           | IMSA Performance Matmut                         | résultats |
| 4      | Imola                 | Anthony Davidson Sébastien Bourdais              | Karim Ojjeh Olivier Lombard Tom Kimber-Smith   | Jaime Melo Toni Vilander                           | Nicolas Armindo Raymond Narac                   | résultats |
| 5      | Silverstone           | Peugeot Sport Total                              | Greaves Motorsport                             | AF Corse                                           | IMSA Performance Matmut                         | résultats |
| 5      | Silverstone           | Simon Pagenaud Sébastien Bourdais                | Karim Ojjeh Olivier Lombard Tom Kimber-Smith   | Gianmaria Bruni Giancarlo Fisichella               | Nicolas Armindo Raymond Narac                   | résultats |
| 6      | Road Atlanta          | Peugeot Sport Total                              | Level 5 Motorsports                            | AF Corse                                           | Krohn Racing                                    | résultats |
| 6      | Road Atlanta          | Stéphane Sarrazin Franck Montagny Alexander Wurz | Scott Tucker Christophe Bouchut João Barbosa   | Giancarlo Fisichella Gianmaria Bruni Pierre Kaffer | Tracy Krohn Niclas Jönsson Michele Rugolo       | résultats |
| 7      | Zhuhai                | Peugeot Sport Total                              | Signatech Nissan                               | BMW Motorsport                                     | Proton Competition                              | résultats |
| 7      | Zhuhai                | Sébastien Bourdais Anthony Davidson              | Franck Mailleux Jean-Karl Vernay Lucas Ordóñez | Jörg Müller Augusto Farfus                         | Christian Ried Gianluca Roda Richard Lietz      | résultats |

## Classement écuries
Pour toutes les courses hors 24 Heures du Mans les points sont attribués aux douze premiers comme suit :
| Position      | 1  | 2  | 3  | 4 | 5 | 6 | 7 | 8 | 9 | 10 | 11 | 12 |
| Points        | 15 | 13 | 11 | 9 | 8 | 7 | 6 | 5 | 4 | 3  | 2  | 1  |
| Pole position | 1  |    |    |   |   |   |   |   |   |    |    |    |

Les points sont doublés lors des 24 Heures du Mans.
Les écuries qui engagent plusieurs voitures n'inscrivent que les points de leur voiture la mieux classée. Pour pouvoir marquer des points, l'écurie doit être classée suivant le règlement de chaque course (24 Heures du Mans, ALMS, LMS, Asian Le Mans Series). Si une écurie est classée treizième ou au-delà elle marque un point.

## Classement constructeurs
Par constructeur, il est entendu le couple formé par le moteur et le châssis. La répartition des points est identique au classement des écuries mais deux voitures sont comptabilisées par constructeur.